# Prostituição na República Popular da China
A prostituição na República Popular Chinesa é um fenómeno que tem sofrido mudanças importantes tanto em sua dimensão como em sua regulação legal. Pouco tempo após a chegada ao poder do Partido Comunista Chinês em 1949, o governo impulsionou uma série de reformas com o propósito de erradicar a prostituição, meta que devia se atingir a princípios da década de 1960. Depois da abolição dos controles sociais nos primeiros anos da década de 1980, a prostituição na Chinesa continental não só se voltou mais visível nas zonas urbanas, sina que se estendeu também às zonas rurais. Pese aos esforços do governo chinês, a prostituição converteu-se numa indústria que aglutina a muitas pessoas. À prostituição atribui-se-lhe geralmente uma íntima relação com o crime organizado, a corrupção política e as infecções de transmissão sexual.
As actividades relacionadas com a prostituição na Chinesa continental caracterizam-se por ser de vários tipos e preços. Os vendedores de sexo procedem de diferentes classes sociais. A maioria são mulheres, ainda que nos últimos anos tem tido um repunte de prostituição masculina. Os locais onde se exerce a prostituição costumam ser hotéis, karaokes e inclusive peluquerías.
Conquanto o governo tem sido consistentemente duro com os organizadores da prostituição, sua posição com respeito às prostitutas tem sido, mais bem, vacilante em algumas ocasiões, e por períodos, tem considerado sua conduta como um delito, enquanto em outras situações e casos, como uma falta. Desde a reaparición da prostituição na década de 1980, as autoridades governamentais têm tentado encauzarla principalmente através do sistema legal, regulando-a diariamente através dos tribunais e a polícia, mas outras vezes fez-se questão do controle através de campanhas policiais de grande alcance com o fim de fomentar a disciplina social. Pese às tentativas de ONG internacionais e às opiniões dos experientes internacionais, não há uma corrente favorável à legalización do sector do sexo, nem entre a população, nem dentro do governo.

## Prostituição em era-a maoísta

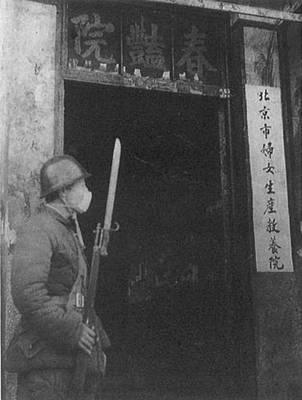
Um centro de reeducación num antigo prostíbulo de Pequim, 1949.

Depois da vitória do Partido Comunista Chinês em 1949, as autoridades locais receberam ordens de erradicar a prostituição. Um mês após a tomada de Pequim, em 3 de fevereiro de 1949, o novo governo municipal, encabeçado por Ye Jianying, anunciou a criação de uma política para controlar os burdeles da cidade. O 21 de novembro fecharam-se os 224 estabelecimentos e 1286 prostitutas, como assim mesmo 434 donos de burdeles e proxenetas foram presos em decorrência de sozinho 12 horas por escuadrones especiais da polícia. A repercussão foi tal, que a campanha se comemorou em numerosas ocasiões.
No entanto, devido ao grande impacto social que esta medida trouxe consigo e à escassez de meios materiais e humanos para a pôr em prática, na maioria das cidades as autoridades adoptaram um sistema mais gradual, começando com o controle dos burdeles para ir avançando paulatinamente para sua proibição completa. Este método foi utilizado entre outras cidades por Tianjin, Shanghái e Wuhan. Geralmente consistia num sistema de administração municipal que ao mesmo tempo de controlar a actividade dos burdeles, se encarregava da desmoralización dos clientes habituais. O efeito destas medidas supôs a diminuição gradual de burdeles na cidade até chegar a uma situação na que foi possível clausurar os poucos burdeles que ficavam, ao estilo de Pequim, complementando esta medida com um programa de reeducación e reinserción social. Estes programas de reeducación tiveram um grande despliegue em Shanghái, cidade onde o número de trabalhadores do sexo tinha aumentado até cem mil depois da Segunda Guerra Sina-japonesa.
A princípios da década de 1960, estas medidas tinham conseguido eliminar as formas visíveis de prostituição na Chinesa continental. Segundo o governo da República Popular Chinesa, o controle da prostituição significou a quase erradicação das ITS. Para destacar este facto, em 1964 fecharam-se os 29 institutos de investigação de doenças de transmissão sexual.
Segundo o marxismo, as mulheres que vendiam sexo eram vistas como pessoas forçadas a exercer a prostituição para sobreviver. A erradicação da prostituição era por tanto um dos principais objectivos do governo comunista e supôs a primeira prova da supremacía do maoísmo. A prostituição deixou de ser um problema social em Chinesa durante umas três décadas. Estudos recentes têm demonstrado, que o desaparecimento da prostituição baixo o regime maoísta esteve longe de se completar. Pan Suiming, um dos maiores experientes chineses em prostituição, argumenta que a prostituição invisível: na forma de mulheres proporcionando serviços sexuais aos escuadrones para obter determinados mordomias, converteu-se num dos distintivos da Chinesa maoísta, especialmente no final da Revolução Cultural.

## Prostituição após  1978
| Ano     | Detenções relacionadas com a prostituição |
| ------- | ----------------------------------------- |
| 1983    | 46 534                                    |
| 1989-90 | 243 183                                   |
| 1996-97 | aprox. 250 000                            |
| 1998    | 189 972                                   |
| 1999    | 216 660                                   |

O resurgimiento da prostituição na Chinesa continental coincidiu com a introdução da política de liberalização da economia chinesa de Deng Xiaoping em 1978. Segundo as estatísticas incompletas de todo o país, a taxa de prostituição em Chinesa tem ido crescendo ano após ano a partir de 1982. Entre 1989 e 1990, 243.183 pessoas foram detidas por actividades relacionadas com a prostituição. Zhang Ping estima que este dado policial só supõe o 25-30 % do total de pessoas envolvidas neste mundo. A prostituição é um dos sectores que mais faz crescer à economia chinesa, empregando a uns 10 milhões de pessoas e com um nível de consumo estimado num bilião de yuanes. Seguindo a uma campanha policial em 2000, o economista chinês Yang Fã estimou que #o PIB chinês desceu um 1 % devido à redução das despesas das prostitutas que perderam seu trabalho.
O resurgimiento da prostituição esteve relacionado num princípio com as cidades costeras, mas desde princípios da década de 1990 foi-se ampliando a zonas do interior como as províncias de Guizhou, Yunnan e Tíbet. Nos anos 80, o perfil de prostituta era uma jovem de origem rural e com escassos estudos procedente das províncias remotas de Sichuan e Hunan. Na passada década, chegou-se à conclusão de que a maioria de mulheres que se iniciam na prostituição o fazem por vontade própria. O potencial de benefícios da prostituição como uma forma alternativa de trabalho implica maior capacidade económica, acesso a círculos sociais altos e manter uma melhor qualidade de vida. Os meios controlados pelo governo têm prestado muita atenção aos residentes urbanos implicados na prostituição, especialmente às mulheres com estudos universitários. Parece que há uma crescente aceitação da prostituição. Num estudo de 1997, o 46.8 % dos estudantes de pregrado em Pequim admitiu ter considerado a opção de aceder a serviços de prostituição. As demandas, associaram-se às políticas de um sozinho filho.
A prostituição costuma-se atribuir à corrupção dos governos locais. Alguns servidores públicos acham que oferecendo prostituição em operações de negócios traz benefícios económicos, desenvolvendo o turismo e criando uma boa fonte de rendimentos por impostos. Em algumas ocasiões, a polícia viu-se implicada na gestão de hotéis de categoria alta, onde tem lugar prostituição, ou aceitando subornos e demandando favores sexuais para ignorar a existência de actividades relacionadas com o sexo. A corrupção do governo também está implicada mas de forma mais indireta: a cada vez abusa-se mais de dinheiro público para consumir serviços sexuais. Pan Suiming sustenta que Chinesa tem um tipo específico de prostituição que consiste na disputa entre aqueles que usam seu dinheiro e autoridade para receber sexo e aqueles que utilizam o sexo para obter mordomias.
A parte dos incidentes violentos sócios directamente à prostituição, produziu-se um aumento das agressões físicas e inclusive assassinatos para roubar às prostitutas. Também se produziu um repunte dos delitos, especialmente relacionados com fraudes e roubos por homens que recebem serviços sexuais e subornos por parte de servidores públicos públicos. Os delinquentes costumam utilizar a falta de interesse dos participantes em operações de prostituição para levar a cabo as actividades delictivas. A delincuencia organizada tem muita importância em Chinesa, especialmente no relativo ao tráfico de seres humanos dentro e fora do país para exercer a prostituição. Geralmente às prostitutas força-se-lhes a transladar-se após ser violadas várias vezes. Na Chinesa continental está a aumentar o número de adictos à heroína, cuja drogadicción impulsiona-lhes a cometer delitos para poder financiar-se a droga.
As doenças de transmissão sexual têm aumentado conforme aumenta o fenómeno da prostituição. Os experientes afirmam que a prostituição é a via principal para o contágio do HIV, tal e como ocorrem em países como Tailândia e Índia. Algumas regiões do país têm introduzido uma política para o uso do preservativo, inspirado no sucesso tailandês que conseguiu reduzir o número de infecções por HIV. Outras intervenções levaram-se a cabo em alguns lugares, como a educação sexual, os conselhos profissionais e os teste voluntários de HIV.

## Tipos e locais
A polícia chinesa ordena as práticas de prostituição numa hierarquia descendente de 7 degraus ainda que esta classificação não cobre todas as práticas que existem. Estes degraus representam a natureza heterogénea da prostituição e as prostitutas. Ao qualificar segundo o tipo de prostitutas, os serviços que se oferecem podem ser diferentes. Em alguns degraus, por exemplo, não se diferencia entre o sexo anal e sexo oral. Paralelamente à origem das prostitutas, a origem dos homens que usam os serviços também é muito variado.
Primeiro degrau∶ baoernai (包二奶)
Mulheres que actuam como segundas esposas de homens adinerados e em posições influentes, incluídos os governantes e empresários da Chinesa continental, bem como homens de negócios do estrangeiro. Esta prática define-se como prostituição como em seu maior parte as mulheres precisam a um homem que lhes proveja de sustento económico em forma de pensão regular. Estas mulheres cohabitan frequentemente com seus "clientes" e em algumas ocasiões têm ambição de converter na esposa real.
Segundo degrau∶ baopo (包婆, ‘señorita de companhia’)
Mulheres que acompanham a homens de classe alta por um tempo determinado, por exemplo, durante uma viagem de negócios, recebendo uma compensação económica por isso.
Os dois primeiros degraus têm sido objeto de um acalorado debate público como estão explicitamente relacionados com a corrupção governamental. Muitos comentaristas têm sustentado que estas práticas são uma expressão concreta do direito burgués. A associação All-Chinesa Women's Federation, que é um dos principais baluartes do movimento feminista em Chinesa, bem como grupos de mulheres de Hong Kong e Taiwán, aúnan seus esforços para erradicar esta forma de concubinato, já que as consideram práticas que violam a segurança económica e emocional do contrato marital.
Terceiro degrau∶ santing (三厅, ‘três salas’)

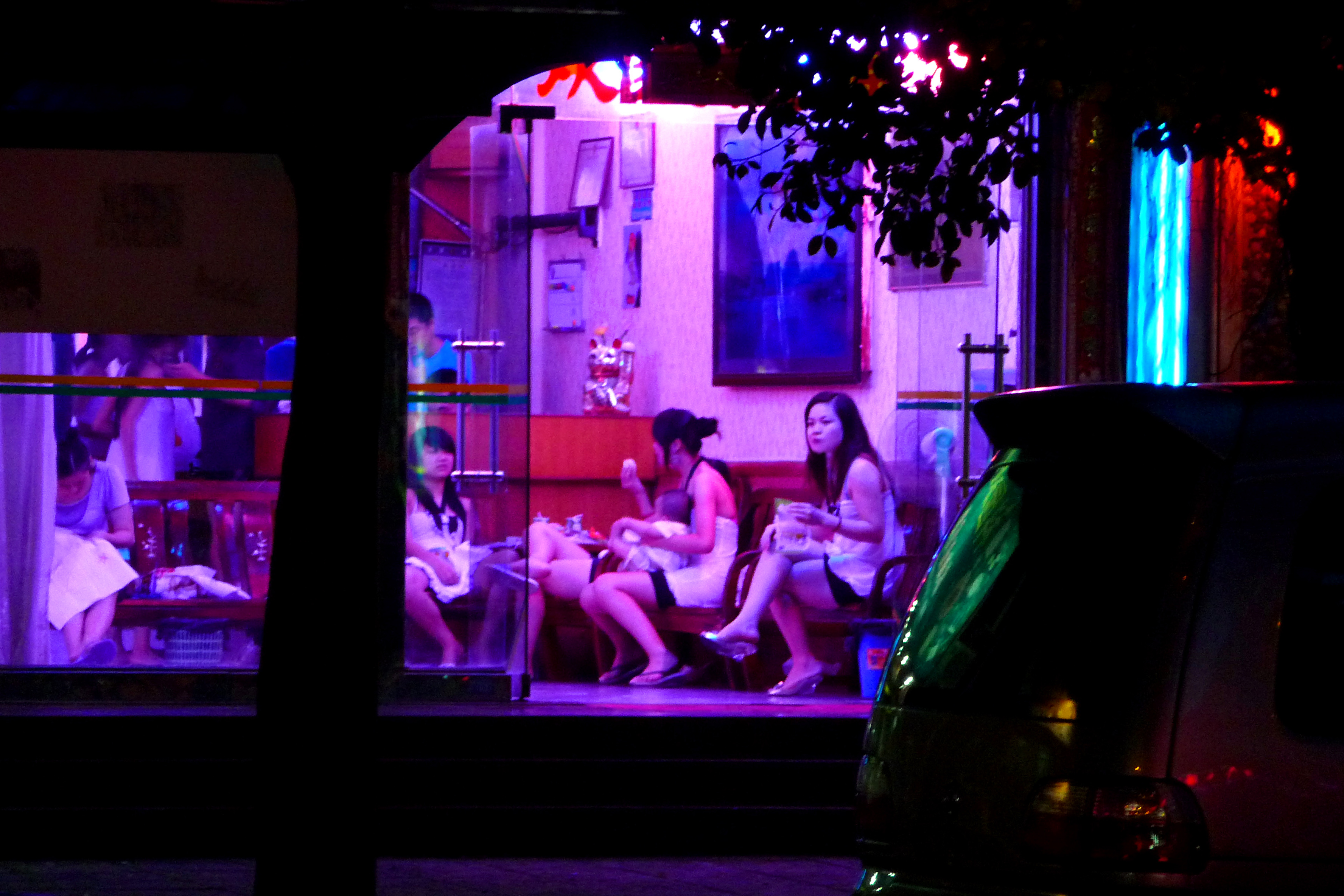

Mulheres que levam a cabo actos sexuais com homens em karaokes, discotecas, bares, teterías e restaurantes e outros estabelecimentos. Estas mulheres recebem recompensa económica em forma de propinas bem como uma comissão pelos benefícios obtidos pelo consumo de comidas e bebidas por parte do cliente. De forma eufemística chama-se a estas mulheres sanpei xiaojie (三陪小姐: ‘mulheres dos três acompanhamentos’). Estas mulheres costumam começar permitindo que se lhes toque o corpo para mais tarde, se o cliente o deseja, praticar sexo.
Quarto degrau∶ «garotas do timbre» (叮咚小姐, ‘señoritas dingdong’)
Mulheres que procuram compradores potenciais de sexo chamando às habitações de um hotel. A prática comum é só um contacto sexual, ainda que também se oferecem serviços de toda a noite pelos que se paga habitualmente o duplo ou o triplo do preço individual.
Quinto degrau∶ falangmei (发廊妹, ‘asistentas de peluquería’)
Mulheres que trabalham em lugares que oferecem serviços sexuais comerciais baixo o sobrenombre de masajes, gimnasio, sauna, barbería, peluquería e termas. Os serviços habituais são a masturbación e o sexo oral.
Mulheres que se oferecem aos homens nas ruas.
Sétimo degrau∶ xiagongpeng (下工棚, ‘prostitutas de chabolas’)
Mulheres que vendem sexo a trabalhadores de bairros baixos ou zonas rurais.
Os dois últimos degraus caracterizam-se por ser exclusivamente para conseguir dinheiro ou outro tipo de recompensa material. Não estão relacionados explicitamente com a corrupção do governo, nem o novo sector de negócios chineses. As mulheres classificadas nos dois últimos degraus vendem sexo a mudança de pequenas somas de dinheiro, alimentos ou refúgio.

## Respostas legais
A República Popular Chinesa recusa o argumento de que a prostituição ao ser uma transacção mediocre entre o consentimento dos indivíduos e a proibição legal constitui uma violação das liberdades civis. Como norma geral, a resposta legal da República Popular Chinesa é a penalização das actividades levadas a cabo por terceiras pessoas no mundo da prostituição. Isto se leva a cabo através de sanções administrativas e em melhor medida através do código penal.

### Legislação sobre prostituição
| Ano  | Legislação |
| ---- | --- |
| 1987 | Regulações sobre os castigos da administração de segurança (中华人民共和国治安管理处罚条例).                                           |
| 1991 | Decisão que proíbe estritamente a venda e compra de sexo (严禁卖淫嫖娼的决定).                                                         |
| 1991 | Decisão sobre o castigo severo àqueles que prostituyan e trafiquem com mulheres e meninos. (严惩拐卖、绑架妇女、儿童的犯罪分子的决定). |
| 1992 | Lei sobre a protecção dos direitos e interesses das mulheres (妇女权益保障法).                                                         |
| 1997 | Reforma do Código Penal (中华人民共和国刑法).                                                                                          |
| 1999 | «Regulações sobre a gestão de centros de lazer» (娱乐场所管理条例).                                                                    |

Até a década dos 80, a prostituição não era tida em conta pelo Congresso de Chinesa. O primeiro código penal da República Popular Chinesa e a Lei de Ajuizamento Criminoso de 1979 não fazia referência explícita às actividades das prostitutas e seus clientes. O controle legal da prostituição fez-se efectivo através da regulação provincial, baseada em políticas concretas até a introdução das regulações sobre os castigos por parte da administração de segurança em 1987. As regulações consideram vender sexo como um delito (卖淫)  bem como «ter relações ilícitas com uma prostituta» (嫖宿暗娼).
A prostituição só se converteu num objectivo especial com regime estatutário a princípios dos 90. Como resposta à solicitação do Ministério de Segurança Pública e à associação All-Chinesa Women's Federation, o congresso legisló ampliando os controles à prostituição: A decisão sobre a proibição estrita da venda e compra de sexo de 1991 e a decisão sobre o estabelecimento de castigos severos contra os que prostituyan ou trafiquem com mulheres e meninos, do mesmo ano. Acrescentando peso simbólico a estas regulações, em 1992 criou-se a Lei sobre a protecção dos direitos e interesses das mulheres, que define à prostituição como uma prática social que viola os direitos inerentes das mulheres no exercício de sua personalidade.
A reforma do código penal chinês em 1997 mantém o delito de participar em acções de prostituição como terceiro. A pena capital pode ser o castigo nestes casos ainda que usa-se somente em casos de actividades de prostituição organizada ou que apresentem actividades criminosas adicionadas, como delitos continuados, violações e lesões sérias. As actividades das prostitutas e seus clientes seguem estando reguladas pelo Direito Administrativo, com a excepção daqueles que venda ou compre sexo com o conhecimento certero de que está infectado por uma doença de transmissão sexual e aqueles que pratiquem sexo com menores de 14 anos. Desde 2003, persegue-se a prostituição homossexual masculina.
O código penal do 1997 codificó normas da decisão de 1991, estabelecendo um sistema de controle sobre lugares abertos ao público, especialmente lugares de lazer. O último objectivo consiste em terminar com os benefícios que obtêm os empresários, geralmente homens, por encobrir a prostituição de terceiros. A intervenção governamental nos negócios de lazer tem sua concreta expressão nas regulações concernientes à gestão de lugares públicos de entretenimento de 1999. Nelas se consigna uma grande variedade de práticas comerciais susceptíveis a encobrir a prostituição. Estas leis reforçaram-se através de medidas de incidem directamente na organização interna dos locais de lazer.

### Medidas disciplinarias do partido
Como resultado de las protestas para terminar con la corrupción gubernamental, a mediados de los años noventa se crearon leyes que prohibían que funcionarios del estado regentasen establecimientos de ocio, para evitar que se llevaran a cabo negocios ilegales. Las normas disciplinarias del Partido Comunista de 1997 prohíben a los funcionarios poseer una amante o recurrir a la prostitución so pena de perder su puesto en el partido. El cumplimiento de estas medidas se ha llevado a cabo a través de auditorías a los funcionarios del gobierno. Estas auditorías comenzaron en el año 1998. Siguiendo las instrucciones de esta normativa, los medios chinos han publicado numerosos casos de oficiales del gobierno siendo juzgados por abusar de su poder en temas relacionados con la prostitución.

## Políticas
Pese à regulação legal, o Ministério de Segurança Pública costuma tratar às prostitutas como quasi-delinquentes. A polícia chinesa realiza controles regulares nos espaços públicos, ajudados muitas vezes por associações cidadãs para perseguir a prostituição. Como as prostitutas de degraus baixos trabalham na rua são as mais fáceis de deter. Também é mais comum que se detenha as prostitutas em vez da os clientes. A grande maioria dos detentos por motivos de prostituição costumam ser postos em liberdade depois do pagamento de uma multa e uma fiança.
Em resposta a estas patrulhas, os vendedores e compradores de sexo têm adoptado uma grande variedade de tácticas para evitar as detenções. A mobilidade espacial que permitem os sistemas de comunicação modernos, tais como os móveis e os procura, bem como os meios de transporte modernos como os táxis e os carros privados têm reduzido em grande parte a capacidade da polícia para deter às pessoas relacionadas com o mundo da prostituição. As prostitutas têm começado a utilizar Internet, especialmente programas de transportadora instantânea como o MSN Messenger para contactar com clientes. Em 2004, PlayChina, um portal sobre prostituição foi fechado pela polícia.
Junto com as políticas de prevenção, que são em longo prazo, se encontram as campanhas policiais periódicas. Estas redadas complementam-se com anúncios nos meios sobre a legislação existente em matéria de prostituição em todo o país. Ademais costumam-se publicar estatísticas das detenções bem como de relatórios de servidores públicos explicando o difícil que será erradicar a prostituição. O uso destas campanhas tem sido fortemente criticado por estar inspirado numa ideologia desacreditada típica da década de 1950.
A primeira meta dos controles sobre a prostituição da República Popular Chinesa nos anos 90 eram os locais de entretenimento e as hospederías. Estes controles culminaram com as campanhas de «golpe duro» de finais dos anos 1999 e 2000. Enquanto estas campanhas têm fracassado em sua tentativa por erradicar a prostituição, sim conseguiram-se melhoras quanto às circunstâncias trabalhistas das mulheres, especialmente com a abolição dos contratos trabalhistas com fins sexuais e o direito a não ser sexualmente acossadas no lugar de trabalho.
A polícia chinesa tem demonstrado, no entanto, que é incapaz de erradicar o tipo de prostituição dos degraus mais altos. A natureza do concubinato e segunda mulher faz que seja a sociedade a encarregada do perseguir e não um labor policíaca. Devido às mudanças sociais, a polícia chinesa está profissionalmente obrigada a não intrometer nas relações das pessoas de uma forma coercitiva. As forças de segurança variam em sua forma de acercar-se ao sujeito dependendo da zona onde se encontre. Em algumas áreas, os «centros de masajes» das ruas principais costumam-se deixar impunes ainda sabendo que neles se pratica a prostituição.

## A questão da legalização
As atividades ilegais e os problemas associados com a prostituição são um ponto a favor de seu reconhecimento legal. Um importante número de ONGs e organizações de Direitos Humanos têm criticado ao governo chinês por não cumprir a Convenção das Nações Unidas para a eliminação de qualquer forma de discriminação para as mulheres. Mais especificamente, criticam que o governo da República Popular Chinesa não tem reconhecido a prostituição voluntária como uma forma legítima de trabalho, penalizando às prostitutas dos postos baixos da classificação que vende sexo e exonerando aos homens que compram sexo, ao mesmo tempo que se ignora a cumplicidade governamental.
As diretrizes centrais ditadas pelo partido comunista não permitem o apoio popular à legalização da prostituição. Os argumentos a favor da legalização, no entanto, sim existem. Ao invés, alguns comentaristas sugerem que o reconhecimento legal da indústria do sexo unido ao desenvolvimento económico reduziria o número de mulheres no mundo da prostituição. Alguns comentaristas chineses têm sido especialmente críticos com os controles estabelecidos pelo governo, devido ao enfoque marxista baseado no género e a natureza discriminatoria que se lhes dá, bem como pelos abusos aos direitos humanos. Alguns comentaristas de Chinesa e o estrangeiro argumentam que a política de exclusão da prostituição é problemática como com ela não se fomenta o uso de métodos para evitar as doenças de transmissão sexual.
Enquanto os controles à prostituição reduziram-se no nível local, não há impulso para legislar no nível estatal. Ademais, a legalización não conta com o respaldo popular. Devido à natureza subdesarrollada da economia chinesa e o sistema legal existente, existe um argumento que diz que a legislação complicaria a difícil tarefa de estabelecer a responsabilidade legar para as terceiras pessoas relacionadas com a prostituição e o tráfico de mulheres. Sondagens realizadas em Chinesa sugerem que as formas clandestinas de prostituição continuarão proliferando apesar do estabelecimento de negócios legais de prostituição, devido às sanções sociais contra os que trabalham ou patrocinam um bairro vermelho. Os problemas associados com o emprego feminino também limitam a efectividade da legalización. Isto inclui a falta de sindicatos independentes e o acesso limitado dos indivíduos à previdência pública.

## Prostituição nos meios
A variedade de práticas de prostituição tem criado um grande número de vocabulários coloquiales. A prostituição é um sujeito popular entre os meios, especialmente em Internet. As notícias sobre redadas policiais e sobre tragédias familiares relacionadas com a prostituição publicam-se de forma sensacionalista. Um bom exemplo disso foi a notícia de uma orgía entre 400 japoneses e 500 prostitutas chinesas em 2003 a qual, em parte pelo ódio aos japoneses, foi coberta com especial difusão nos meios chineses. Outro caso muito famoso foi o de Alex Ho Wai-to, um candidato do Partido Democrata de Hong Kong à Assembleia Legislativa de Hong Kong, que teve que passar 6 meses de trabalhos sociais por fazer uso dos serviços de uma prostituta.
A prostituição configurou-se como um objeto de arte na actualidade, especialmente no cinema chinês. O filme Blusa, de Li Shaohong de 1995 começa em 1949 com o internamiento das prostitutas de Shanghái nos centros de reeducación, contando a história de um triângulo amoroso entre duas prostitutas e um de seus clientes. Uma das prostitutas, Xiaoe tenta ahorcarse no centro. Quando se lhe pergunta pela razão, diz que tinha nascido num burdel e que gostava desse estilo de vida, desafiando à autoridade do governo da República Popular Chinesa. Em 1998 estreou-se o filme Xiu Xiu, um retrato sobre a prostituição na Chinesa rural durante a época maoísta. O filme independente Seafood, estreada em 2001 foi mais franca na descrição da prostituição na época da complicada relação entre a prostituição e a legislação. No filme, uma prostituta de Pequim desloca-se a uma zona costera para suicidar-se. Sua tentativa é freada por um oficial de polícia que lhe inflige abusos sexuais. Ambas filmes, que tiveram muito sucesso no estrangeiro, mal tiveram repercussão na Chinesa continental, devido às restrições governamentais. A representação da prostituição na ficção é muito comum. O escritor com maior reconhecimento é Jiu Dão, cujo retrato das prostitutas chinesas em Singapura em sua novela Wuya tem sido objeto de uma grande controvérsia.
Nos meios ocidentais, publicaram-se reportagens sobre a prostituição desde finais dos 80, indicando habitualmente que a população chinesa tem abandonado o ideal puritano de Mao decantándose pela libertação sexual e a liberdade individual. Os comentaristas actuais tendem a expressar reservas sobre a prostituição, criticando ao PCCh por não garantir a igualdade económica e social dos homem e mulheres, tachándolos de hipócritas por seguir condenando a prostituição sobre a base da moral e perseguindo às prostitutas.

### Leituras recomendadas
- Aizibing: shehui, lunli tenho falü wenti zhuanjia yantaohui (艾滋病：社会、伦理和法律问题专家研讨会: «Relatório sobre o Comité de Experientes sobre ETS e prostituição: Aspectos sociais, éticos e legais.»), Pequim: Academia Chinesa de Ciências Sociais, 29-31 de outubro.
- Gil, V.E. and Anderson, A.F. (1998) «Agressões e o controle da prostituição na República Popular Chinesa: uma reseña», Agressão e comportamento violento, 3: 129-42.
- Hershatter, G., Prazeres perigosos: Prostituição e Modernidad no Shanghái do século XX (Berkeley, Califórnia: Universidade de Califórnia).
- Jeffreys, E., Chinesa, sexo e prostituição, (Londres: RoutledgeCurzon, 2004).
- Ruan, F. (1991) Sexo em Chinesa: Estudos de Sexología na Cultura Chinesa, Nova York: Plenum Press.
- Shan Guangnai, Zhongguo changji - guoqu tenho xianzai (中国娼妓过去和现在: «Prostituição chinesa, passado e presente») (Pequim: Falü chubanshe, 1995).